# К'анту
К'анту — маянська монархічна держава на території сучасного західного Белізу. Утворилася наприкінці I століття. Тривалий час боролося за панування в регіоні. Розквіт припав на 550—650 роки. У середині IX ст. повністю занепало і припинило своє існування.

## Заснування
На території майбутньої держави існували поселення ще в докласичний період. Десь у в I ст. н. е. утворюється місцева еліта навколо майбутньої столиці Хуш-Віца (відомою тепер під назвою Караколя). Про це свідчить початок монументального будівництва. Щодо історії К'анту в ранній класичний період збереглися уривчасті відомості. Перший відомий правитель К'анту мав ім'я Те'-К'аб'-Чаак і згаданий у двох пізньокласичних текстах, що відносяться до 331 та 349 років. Про його нащадків та спадкоємців також вкрай замало інформації. Між 361 та 420 роками згадується про ахава (правителя) Яхав-Те'-К'ініча. На стелі 20, що відноситься до 400 року є дані щодо інтронізації правителя, втім ім'я його не збереглося.
Відомо що після 430-х років володарював К'ак'-Ухоль-К'ініч I, але точний час правління невідомий. Зрозумілішою історія К'анту стає з цього сина і наступника — Яхав-Те'-К'ініча I, що зійшов на трон у 484 році. Його син … н-О'ль-К'ініч I (відомий під ім'ям К'ан I) запанував 531 року. В ці роки вперше чітко проявляються амбіції правителів К'анту стосовно розширення свого впливу на сусідні держави, зокрема Шукууп, відповідно конфлікти з монархіями Кануль та Мутуль.
За правління Яхав-Те'-К'ініча II (553—603) впроваджується особлива титулатура. Замість священного володаря використовується к'ухуль К'антумаак, який включав термін «маак», «людина» і позначав ширшу групу правлячих осіб, ніж загальноприйняті емблеми. Надалі з'являється інший варіант цього титулу — «К'ухуль К'анту 'К'ініч», тобто «Священне Велике Сонце К'анту». Втім на 550 рік К'анту визнає зверхність над собою Мутуля. У 556 році Яхав-Те'-К'ініч II намагався відновити самостійність, втім зазнав поразки від мутульських військ. Втім у 562 році К'анту переходить на бік Кануля, який завдає рішучої поразки Мутулю.

## Перше піднесення
Внаслідок послаблення правителів Мутуля, К'анту здобуває незалежність. Починає період швидкого розвитку. У Хуш-Віці починається будівельний бум. Раніше численні порожні райони були заселені. Прокладається значна кількість доріг, що з'єднують столицю з провінційними поселеннями. З метою підвищення ефективності землеробства була створена велика мережа пов'язаних з оселями городян терас, а також сотні штучних водойм. У результаті цих зусиль Хушвіца перетворилася на справжнє «місто-сад». Рівень життя навіть у простих членів громади істотно підвищився, про що свідчить широке поширення містом склепінних гробниць з багатим інвентарем. У цей час населення столиці зростає до 120 тис. осіб, навіть 7-8 км від центру міста щільність населення досягала 2500 осіб на 1 км2, чому немає аналогів у світі мая.
При цьому правителі К'анту зміцнюють союзницькі відносини з Канулєм, встановлюються династичні союзи з Яш'. Для спокійної передачі трону у 599 році Яхав-Те'-К'ініч II робить сина …Ти'-Хууна (відомо як Кнот-Ахав) своїм співволодарем. Він та його наступник …н-О'ль-К'ініч II (К'ан II) продовжили політику попередника.
Союз К'анту з Канулем не обмежувався дипломатичними контактами. К'ан II провів з канульськими правителями Тахо-Ук'аб'-К'ак'ом і Йукноом-Наалєм спільні військові кампанії проти сусіднього Саалю. Перша війна K'анту з Саалєм почалася в 626 році з нападу військ першого на місцевість «Пагорби Ко». Вона тривала з перемінним успіхом кілька років і завершилася в 631 році взяттям Вакчаб'наля (сучасн Наранхо), столиці Сааля.
Після цього у спілці з Канулєм К'анту досягло найбільшої могутності. Це тривало до 680 року, коли війська праивтеля К'ак'-Ухоль-К'ініча II зазнали нищівної поразки, а столицю держави було захоплено й пограбовано. Втім вже через 6 місяців К'ак'-Ухоль-К'ініч II зміг повернутися до Хуш-Віци, а між 680 та 682 роками при підтримці канульських військ завдати удару у відповідь.

## Сторічна прогалина
За період в наступні 118 років (680—798 роки) в Караколі не виявлено жодного напису. Це є ознакою політичної кризи, потрясіння було тривалим і глибоким. Причиною «пробілу», на думку дослідників, була нова військова поразка. Про це свідчить те, що ослаблення К'анту збіглося в часі з піднесенням його традиційних супротивників — Мутуля та Сааля, а також із занепадом Кануля.
З цього періоду відоме про існування «Володаря VII» у 687 році, інформація про що міститься на стелі 21. Проте його ім'я та діяльності натепер ще не з'ясовані. В розписах печери Нах-Туніч під 692 роком згадується «владика з К'анту» Ц'яах-К'ак', у 744 (або 796) — правитель Тум-Йо'ль-К'ініч (на думку низки вчених мав фактичну владу, але не був монархом).

## Друге піднесення
Наприкінці VIII ст. за володарювання К'ініч-Хой-К'авііля (вступив на трон 799 року) починається відродження впливу держави. Знову починають зводитися власні монументи у Хуш-Віці. Вже до 800 року були підкорені невеличкі держави К'анвиц і Б'італь.
Військові походи та будівництво тривалий також за правління наступного правителя К'ініч-Тооб'іль-Йо'паата. В цей час укладається союз з немаянською державою на чолі із Папамалілєм, що носив титул західного калоомте. У 817 році вони разом брали участь у війні проти Кануля. Успішна зовнішня діяльність дозволила правителю значно розширити межі комплексу Каан («Небесне місце»).

## Занепад
Монументи двох останніх відомих правителів К'анту свідчать про занепад. У той час як раніше монументи правителям встановлювалися в центрі Хуш-Віци, передостанній правитель К'анту … н-О'ль-К'ініч III (К'ан III) 849 року встановив стелу 17 в житловій групі. В цей час відбувається значне посилення знаті та обмеження повноважень ахава. Водночас починаються процеси децентралізації з послаблення центральної влади.
Останній відомий правитель позначається як «Правитель XIII» (його ім'я збереглося лише частково), встановив ієрогліфічну Стелу 10, груба різьблення і скорочена хронологія на якій відрізняють її від колишньої класичної традиції. Збережений на цьому монументі ієрогліф відноситься до 859 року. Після цього ніяких ознак існування центральної влади в Хуш-Віці не спостерігається. Невеличкі поселення на місці колишньої столиці зберігалися десь до 900 року, але політична активність тут повністю припинилася значно раніше.